# Омар Бека
Омар Бека (босн. Omar Beća; нар. 1 січня 2002, Сараєво, Боснія і Герцеговина) — боснійський футболіст, опорний півзахисник сараєвського «Желєзнічара».

## Клубна кар'єра

### «Желєзнічар»
Футболом розпочав займатися в команді рідного міста «Желєзнічар». На професіональному рівні дебютував 27 листопада 2020 року в поєдинку проти «Младості» (Добой) (на той час гравцеві виповнилося 18 років). У липні 2021 року підписав свій перший професіональний контракт з «Желєзнічаром».

## Кар'єра в збірній
З 2018 по 2019 рік виступав за юнацьку збірну Боснії та Герцеговини (U-17).

## Особисте життя
Батько Омара, Дамір Бека, колишній професіональний футболіст, після чого став футбольним тренером.

## Статистика виступів

### Клубна
Станом на 27 листопада 2021
| Клуб              | Сезон             | Ліга                              | Ліга  | Ліга | Кубок | Кубок | Континентальні | Континентальні | Загалом | Загалом |
| Клуб              | Сезон             | Дивізіон                          | Матчі | Голи | Матчі | Голи  | Матчі          | Голи           | Матчі   | Голи    |
| ----------------- | ----------------- | --------------------------------- | ----- | ---- | ----- | ----- | -------------- | -------------- | ------- | ------- |
| «Желєзнічар»      | 2020–21           | Прем'єр-ліга Боснії і Герцеговини | 4     | 0    | 0     | 0     | —              | —              | 4       | 0       |
| «Желєзнічар»      | 2021–22           | Прем'єр-ліга Боснії і Герцеговини | 17    | 0    | 1     | 0     | —              | —              | 18      | 0       |
| «Желєзнічар»      | Загалом           | Загалом                           | 21    | 0    | 1     | 0     | —              | —              | 22      | 0       |
| Усього за кар'єру | Усього за кар'єру | Усього за кар'єру                 | 21    | 0    | 1     | 0     | —              | —              | 22      | 0       |